# Paul Ricœur
Paul Ricoeur (n. 27 februarie 1913, Valence, Drôme, Franța – d. 20 mai 2005, Châtenay-Malabry, Île-de-France, Franța) a fost unul dintre cei mai importanți filozofi francezi contemporani. A fost profesor la mai multe universități din Franța (Strasbourg, Sorbona, Nanterre) și din America de Nord (Montreal, Yale, Chicago). 
Situat în descendența fenomenologiei lui Edmund Husserl și a filosofiei lui Karl Jaspers, Paul Ricoeur s-a dedicat unei filozofii de tip academic, situându-se departe de modele ce au populat periodic peisajul gândirii franceze. Studiile sale abordeaza, din perspectiva hermeneuticii, deopotrivă limbajul, literatura, religia și fenomenele sociale.
Este, poate, gânditorul francez cel mai bine plasat pentru a realiza o confruntare mutual profitabilă și țintind la o sinteză superioară între gândirea continentală franceză și germană, de o parte, și filozofia analitică anglo-americană, de cealalta parte.
Există in opera sa și legaturi cu metoda psihanalitica a lui Sigmund Freud. Metoda psihanalitica este, pentru Ricoeur o metoda de interpretare si prin intermediul ei putem ajunge la descifrarea subiectului. Conceptia asupra rolului psihanalizei ca metoda de interpretare in demersul interpretativ al subiectului o gasim in special in lucrarea intitulata " Despre interpretare- Eseu asupra lui Freud".
Unicitatea operei filosofice a lui Paul Ricoeur constă în multitudinea de concepții asupra interpretării pe care le pune în discuție, le interpretează și critică, păstrând din fiecare câte ceva, interpretat însă într-un mod propriu. Un subiect important în întreaga sa operă îl constituie interpretarea subiectului.
Fenomenologul român al religiei, Mircea Eliade, urmează modelul de fenomenolgie al religiei propus de Ricoeur, scriind despre cei trei mari reducționiști Karl Marx, care este reducționist deoarece reduce societatea la economie, în special la mijloacele de producție; Friedrich Nietzsche, care este reducționist deoarece reduce omul la un concept arbitrar de supraom și Sigmund Freud, care este reducționist deoarece reduce ființa umană la instinctul sexual. Ricœur îi numește "cei trei mari distrugători", "maeștrii suspiciunii".

## Opere principale
- De l'interpretation. Essai sur Freud (1965)
- Le conflit des interpretations (1969)
- La Metaphore vive (Metafora vie) (1975)
- Temps et recit (1983–1985)
- A l'ecole de la phenomenologie (1986)
- Le Juste (1995)
- L'Ideologie et l'utopie (1997)
- Penser la Bible (1998, cu Andre LaCoque)
- De la traduction (2001)

## Legături externe
- en  Official Academic sit Paul Ricœur Arhivat în 24 mai 2005, la Wayback Machine.
- en  Stanford Encyclopedia of Philosophy on Paul Ricœur